# Araneus nigropunctatus
Araneus nigropunctatus är en spindelart som först beskrevs av Ludwig Carl Christian Koch 1871.  Araneus nigropunctatus ingår i släktet Araneus och familjen hjulspindlar. Inga underarter finns listade i Catalogue of Life.